# Yuriorkis Gamboa
Yuriorkis Gamboa (n. 23 decembrie 1981, Guantánamo, Cuba) este un boxer ce a reprezentat Cuba, medaliat olimpic. A participat la o ediție a Jocurilor Olimpice (2004) în care a câștigat o medalie de aur.

## Participări
Lista de mai jos prezintă principalele competiții la care a participat Yuriorkis Gamboa de-a lungul carierei.
- boxing at the 2004 Summer Olympics – flyweight[*]